# Pennisetum hohenackeri
Pennisetum hohenackeri là một loài thực vật có hoa trong họ Hòa thảo. Loài này được Hochst. ex Steud. mô tả khoa học đầu tiên năm 1854.

## Hình ảnh

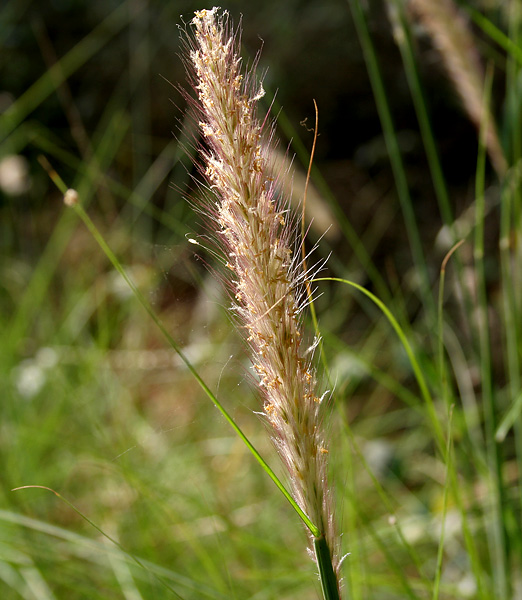
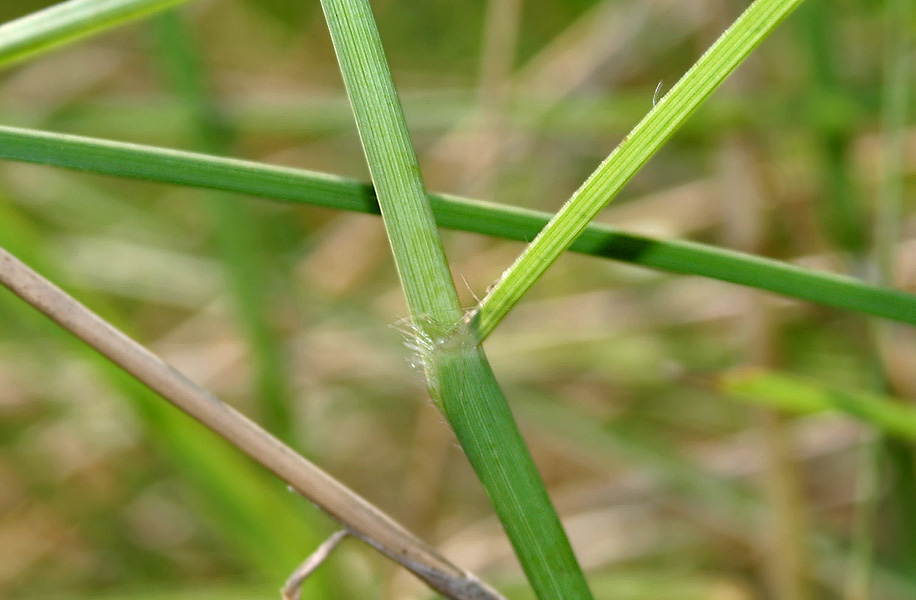
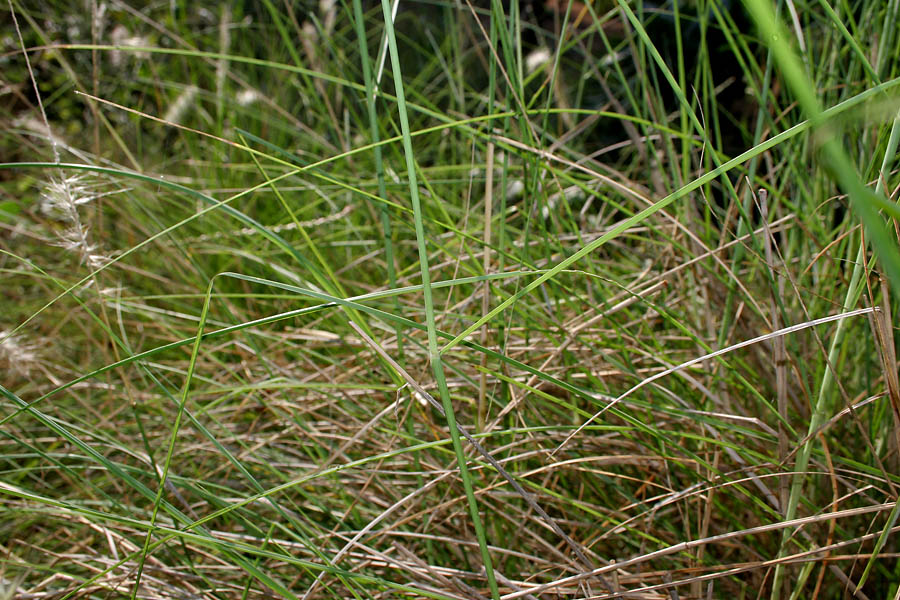
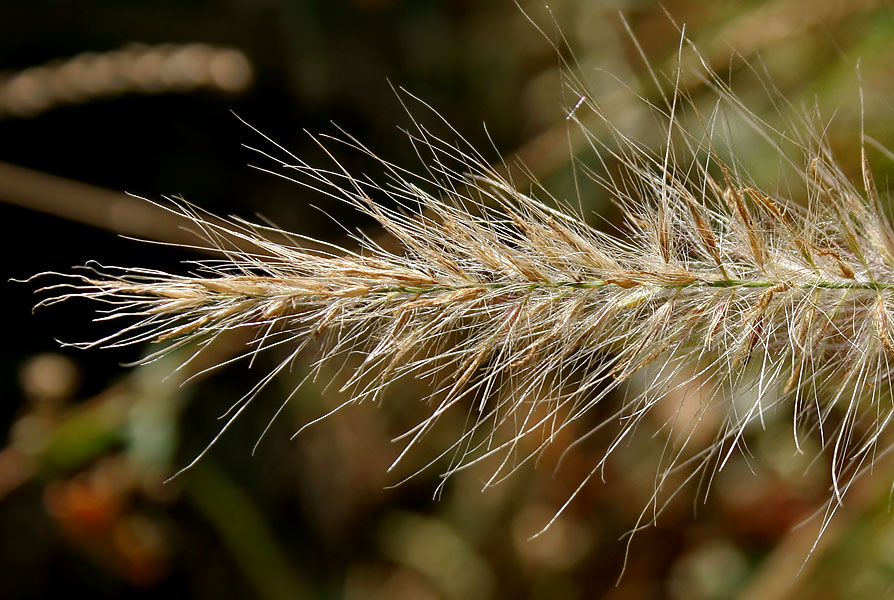